# 查普爾島
查普爾島（英語：Chappel Island）是南極洲的島嶼，處於克拉克半島西北面9公里的文森灣，屬於多諾萬群島的一部分，根據美國海軍拍攝的空中照片繪入地圖，現時由南極條約體系管理。